# Taïeb Cherkaoui
Pour les articles homonymes, voir Cherkaoui.
Taïeb Cherkaoui, né en 1949 à Bejaâd, est un magistrat et homme politique marocain.

## Biographie
Titulaire d'une licence en droit et d'un certificat de stage à l'École nationale de la magistrature de Bordeaux, il obtient également un diplôme d'études approfondies en sociologie à l'université de Bordeaux II et un diplôme d'études supérieures en sciences juridiques. 
Il est directeur des affaires pénales et des grâces au ministère de la Justice puis procureur général du Roi près la dite cour, avant d'être nommé premier président de la Cour suprême en août 2008. 
Le 4 janvier 2010, il est nommé ministre de l'intérieur par le roi Mohammed VI. Il occupe cette fonction pendant deux ans avant d'être remplacé le 3 janvier 2012 par Mohand Laenser.
Il est membre du comité d'experts du Conseil des ministres arabes de la Justice auprès de la Ligue arabe.
Il est également initié de la confrérie soufie Boutchichia comme beaucoup de responsables marocains .